# Raimondo Todaro
Raimondo Todaro (Catania, 19 gennaio 1987) è un ballerino e personaggio televisivo italiano.

## Biografia
Raimondo Todaro è nato nel 1987 a Catania, ma ha vissuto sino a sedici anni a Castelnuovo del Garda, in provincia di Verona, dove si era trasferita la sua famiglia. Ha iniziato a ballare a cinque anni, insieme al fratello Salvatore. Si è formato studiando con maestri di danze standard e latino-americane e durante la sua carriera ha partecipato a diverse importanti competizioni internazionali. Ha vinto il suo primo campionato italiano a nove anni; nella categoria junior ha partecipato a cinque campionati del mondo, conquistando un secondo e terzo posto. È stato diciotto volte campione italiano di ballo nelle varie discipline.
Nel 2005 è stato scelto come maestro per la seconda edizione di Ballando con le stelle su Rai 1, in coppia con Cristina Chiabotto. La coppia si è classificata al primo posto. Nel dicembre 2006, insieme alla campionessa di salto in lungo Fiona May, ha vinto la terza edizione di Ballando con le stelle, nello stesso anno si è classificato secondo ai Campionati italiani di danze latino-americane con la sua partner Francesca Tocca e nel 2008 ha preso parte, sempre nelle vesti di maestro, alla quarta edizione di Ballando con le stelle, classificandosi sesto in coppia con Licia Colò. Nel 2009, si è classificato al nono posto nella quinta edizione di Ballando con le stelle, in coppia con la modella Carol Alt.
Nel 2010 è tornato a vincere Ballando con le stelle con l'attrice Veronica Olivier. Anche nel 2011 ha partecipato a Ballando con le stelle, classificandosi all'undicesimo posto della graduatoria con la nuotatrice Alessia Filippi. Nel 2012, invece, durante l'ottava edizione di Ballando con le stelle, si è posizionato al terzo posto con la modella e showgirl Ria Antōniou. Le edizioni numero 9 e 10 di Ballando con le stelle vengono vinte entrambe da Todaro, in coppia nel 2013 con la schermitrice Elisa Di Francisca e nel 2014 con Giusy Versace. Nel 2016, durante l'undicesima edizione di Ballando con le stelle, si è classificato al settimo posto con Platinette. Nel 2017 si è posizionato al terzo posto della dodicesima edizione di Ballando con le stelle, con Xenya.
Nel 2018 ha preso parte alla gara con Giovanni Ciacci. Nel 2019, invece, si è classificato al quinto posto con Nunzia De Girolamo. Durante la quindicesima edizione di Ballando con le stelle nel 2020, ha insegnato a danzare alla conduttrice Elisa Isoardi e con lei si è classificato al quarto posto.
Ha partecipato alla tournée teatrale dello spettacolo Il grande Gershwin e alle preselezioni di Ballando on the Road, dove, insieme alla conduttrice Milly Carlucci e agli altri protagonisti del programma, ha girato l'Italia alla ricerca di nuovi talenti.
Nel 2022 è stato responsabile delle coreografie delle esibizioni del talent show canoro Il cantante mascherato, condotto da Milly Carlucci. Da settembre 2022 è stato opinionista nel programma ItaliaSì! condotto da Marco Liorni. Dal 2021 al 2024 è stato insegnante di danza nel talent show Amici di Maria De Filippi, lasciando Ballando con le stelle.

## Vita privata
Raimondo Todaro nel 2013 ha avuto una figlia, Jasmine, dalla ballerina e collega Francesca Tocca, conosciuta quando lui aveva diciotto anni e lei sedici anni. La coppia è stata sposata dal 2014 al gennaio 2025.

## Filmografia

### Attore

#### Televisione
- Operazione pilota, regia di Umberto Marino – miniserie TV (Rai 1, 2007)
- Provaci ancora prof! 3, regia di Rossella Izzo – serie TV (Rai 1, 2008)
- L'isola dei segreti - Korè, regia di Ricky Tognazzi – miniserie TV (Canale 5, 2009)
- Il commissario Montalbano - La Danza del Gabbiano, regia di Alberto Sironi – serie TV (Rai 1, 2011)
- Squadra antimafia 6 – serie TV, episodi 6x07, 6x10 (Canale 5, 2014)
- Che Dio ci aiuti 4 – serie TV, 4x16 (Rai 1, 2017)

#### Cortometraggi
- Passi di danza, regia di Silvia Monga (2022)

## Teatrografia
- La febbre del sabato sera, tratto dall'omonimo film, regia di Massimo Romeo Piparo (2006-2007)
- Il grande Gershwin, di Salvatore Giordano, regia di Giordano e Manola Turi (2016-2017)
- Con la testa e con il cuore si va ovunque con Giusy Versace, regia di Edoardo Sylos Labini (2017)
- Un letto per quattro, regia di Sebastiano Rizzo (2018)
- Save the cotton's di Fausto Monteforte e Daniele Caruso, regia di Gisella Calì (2018)

## Programmi televisivi
- Ballando con le stelle (Rai 1, 2005-2020) - maestro, ballerino professionista
- Tale e quale show 8 (Rai 1, 2018) - concorrente
- Il cantante mascherato (Rai 1, 2020-2021) - coreografo
- ItaliaSì! (Rai 1, 2020-2021) - opinionista
- Telethon (Rai 1, 2020)
- Amici di Maria De Filippi (Canale 5, 2021-2024) - insegnante di ballo
- Il collegio 8 (Rai 2, 2023) - ospite